# ام. ام. کیراوانی
ام. ام. کیراوانی (انگلیسی: M. M. Keeravani) با نام کامل کودوری ماراکاتامانی کیروانی متولد ۴ ژوئیه ۱۹۶۱ آهنگساز فیلم، خواننده پلی بک و ترانه‌سرا هندی است که عمدتاً در تالیوود همراه با زبان‌های دیگر از جمله هندی، تامیل، کار می‌کند. کیروانی برنده جایزه ملی فیلم برای بهترین کارگردانی موسیقی برای فیلم تلوگو آنامایا در سال ۱۹۹۷ شد. او همچنین برنده هشت جایزه فیلم‌فیر جنوب، یازده جایزه ناندی ایالت آندرا پرادش و یک جایزه فیلم دولتی تامیل نادو است.او در مراسم اسکار ۲۰۲۳ (نود و پنجمین دوره ی این مراسم)جایزه ی بهترین ترانه ی اصلی را برای موسیقی «رقص رقص» از فیلم آر آر آر دریافت کرد.
پسر عموی او کارگردان اس. اس. راجامولی است. برادرزاده وی ویجایندرا پراساد، فیلمنامه‌نویس و کارگردان فیلم تلوگو و بالیوود می‌باشد.